# Albert Townsend
Pour les articles homonymes, voir Townsend.
Albert Alan Townsend, né le 22 janvier 1917 à Melbourne, Australie, et mort à Cambridge, Royaume-Uni le 31 août 2010, est un physicien australien et britannique qui s'est illustré dans le domaine de la mécanique des fluides, en particulier de la turbulence.

## Biographie
Après son certificat de fin d'études en 1933 à la Telopea Park High School, le Canberra University College Council lui accorde une bourse pour suivre un cursus scientifique à l'université de Melbourne où il obtient un BSc en 1936, puis un MSc en 1937. Il commence à travailler en physique nucléaire et, sur la recommandation de T. H. Laby en 1938, obtient une bourse pour préparer une thèse au laboratoire Cavendish à l'université de Cambridge dans le laboratoire de John Cockcroft,.
La guerre arrivant, Cockroft le dirigera vers la conception de radars et l'instrumentation. Après un séjour aux îles Shetland dans ce cadre, Townsend revient en Australie pour travailler sur les problèmes d'instrumentation au laboratoite d'aéronautique du Council of Scientific & Industrial Research à Melbourne. À cette occasion il fait la connaissance de George Batchelor, et dont le contact l'amènera vers les problèmes de mécanique des fluides.
En 1945 Townsend retourne au Cavendish Laboratory pour des études sur la turbulence, sous la direction de Geoffrey Ingram Taylor. Il soutient sa thèse en 1947 et entre à l'Emmanuel College (Cambridge) comme lecteur. Toute sa carrière sera consacrée aux problèmes de turbulence en aérodynamique et en physique de l'atmosphère, dans les domaines expérimental et théorique.

## Ouvrages
- (en) A. A. Townsend, The Structure of Turbulent Shear Flow, Cambridge University Press, 1980 (ISBN 978-0521298193)

## Distinctions
- Membre de la Royal Society (1960)[3].